# Апокрифічна література
Апóкрифи (грец. ἀπόκρῠφος — таємний, прихований) — релігійно-легендарні твори, які не визнавались церквою канонічними й заборонялися, виникли на межі нашої ери в елліністичному давньоєврейському і давньосирійському середовищі, а також на християнському Сході. Твори про персонажів і події Священної історії, що не ввійшли до офіційних юдейських і християнських церковних канонів.
Ця релігійно-легендарна література спочатку призначалася для посвячених, знаючих книжників. Згодом апокрифи одержали назву «відкинутих» і вносилися до спеціальних переліків-індексів «відкинутих книг», що не дозволялися церковною владою до читання і поширення в середовищі правовірних юдеїв і християн. Пізніше в число цих творів проникли критичні вчення опозиційних антицерковних груп. За часів Середньовіччя апокрифи були досить поширені в європейських країнах, зокрема на території України.
У переносному значенні «апокрифічний» — це вигаданий, несправжній, сумнівний[джерело?].

## Старозавітні апокрифи
Залежно від змісту й імен біблійних і євангельських персонажів апокрифи традиційно поділяють на старозавітні і новозавітні (за аналогією з текстами канонічної Біблії). Старозавітні апокрифи поділяються, своєю чергою, на дві групи. До першої групи належать апокрифи, що з'явилися в дохристиянську епоху, але не включені до юдейського канону старозавітних текстів. При перекладі Біблії з давньоєврейської на грецьку мову вони ввійшли до її тексту (так звану Септуаґінту), а потім, у IV столітті — до повного латинського перекладу Біблії (так званої Вульґати). У IV столітті церква також визнала ці тексти, і вони одержали назву «девтероканонічних» або «вторинно-канонічних». До слов'янського тексту Біблії девтероканонічні книги були включені лише наприкінці XV століття при укладанні її першого повного перекладу (1499 рік) за новгородського архієпископа Генадія (це Книга Премудрості Соломона, Книга Премудрості Ісуса, Сина Сираха, Книга Товита, Книга Юдити та інші).
Інша група власне апокрифічних старозавітних текстів залишилася за межами Біблійного канону (апокрифи про Адама й Єву, Еноха, Мелхіседека, Авраама та ін.). Для вивчення питання про час і обставини виникнення апокрифів, про їхній зв'язок з релігійно-моральними і суспільними течіями пізнього юдаїзма, про особливості раннього християнства неоціненну роль зіграли знахідки в середині XX століття древніх рукописів у печерах Хірбет-Кумрана на березі Мертвого моря, особливо тексти з печери Наг-Хаммаді (Верхній Єгипет). Рукописи Мертвого моря зберегли майже повністю оригінали апокрифів, відомих доти тільки в пізніших перекладах іншими мовами. Встановлено, що для більшості старозавітних творів мовою оригіналу була давньоєврейська або арамейська, а для новозавітних — переважно грецька.

## Новозавітні апокрифи
Новозавітні апокрифи виникли вже в перші століття нашої ери, доповнюючи канонічний євангельський текст подробицями про земний і хресний шлях Ісуса Христа, апостолів, про Богоматір та інші євангельські персонажі. Саме в апокрифах розроблялася тема Страстей Господніх, Зішесття до Пекла, Страшного суду. Давньокиївський живопис нерідко звертався до цих апокрифічних сюжетів. Слов'янські переклади апокрифів з'явилися, очевидно, разом із перекладами текстів Священного писання в кирило-мефодіївський період розвитку перекладної писемності на Русі, не раніше другої половини IX століття, а на Русь потрапили з прийняттям християнства. Походження деяких слов'янських апокрифів пов'язують з виниклої в Болгарії у Х столітті так званої «богомильської єрессі» (за іменем попа Богомила). Південнослов'янська література, зокрема давньоболгарська, у процесі передачі апокрифів на руський ґрунт виконувала роль «літератури-посередниці». З деякими апокрифами руський читач знайомився через Тлумачну Палею та хронографи. Найдавніші з відомих слов'янських списків апокрифів датуються XII століттям («Ходіння Богородиці по муках») і рубежем XII–XIII століть («Параліпомен Іеремії», «Сказання про батька нашого Агапія», «Слово Євсевія Олександрійського про зішестя Івана Предтечі до пекла»). У жанровому відношенні слов'янські апокрифи переважно наслідують розмаїтість форм текстів Біблії, що складалося протягом декількох століть з різних письмових і усних джерел. Так, відомі апокрифічні євангелія: «Євангеліє Нікодима», таємного учня Христа, що прийшов після його страти зняти з хреста тіло Ісуса і поховати, «Євангеліє Фоми», «Першоєвангеліє Якова» (про дитинство діви Марії), апокрифічне «Одкровення Івана Богослова», «Апокаліпсис Авраама», «Видіння апостола Павла», «Видіння пророка Данила». Ці тексти носять есхатологічний характер, вони оповідають про очікуваний «кінець світу». Сюди належить і відоме «Ходіння Богородиці по муках». Існують апокрифічні діяння («Діяння апостолів Андрія, Петра, Матвія»), апокрифічні житія («Житіє Андрія Юродивого», «Житіє Василя Нового»), апокрифічні завіти («Завіти дванадцяти патріархів», «Завіти Авраама»). Апокрифи поширювалися й у формі питань-відповідей («Бесіда трьох святителів», «Запитання Івана Богослова до Господа на горі Фаворській», «Єрусалимська Бесіда» та інші). Різні жанрові форми могли змішуватися.

## Церковнослов'янські апокрифи
Найдавніше свідчення знайомства давньокиївських книжників із таким індексом знаходиться в «Ізборнику» Святослава 1073 року. У давньокиївській літературі апокрифи, незважаючи на заборони їх поширення, активно читалися і переписувалися до збірників, нерідко поруч із цілком канонічними текстами. Питання про ступінь «апокрифічності» цих творів і їхньої функції в давньослов'янській книжності досить складне. Найґрунтовніша робота про це належить польському славістові Ал. Наумову, який дав докладне та вичерпне визначення церковнослов'янського апокрифу:
|  | Церковнослов'янським апокрифом ми називаємо середньовічний літературний твір церковнослов'янською мовою, що розвиває діахронічно або синхронічно план біблійного оповідання як його неправомочну конкретизацію або вносить семантичні акценти, що входять у протиріччя з офіційно визнаними. |

Крім книжного, на Русі існував і усний шлях поширення апокрифів. Їх розповідали, повертаючись з подорожей до Святої Землі, прочани — «каліки перехожі». У знаменитому «Ходінні ігумена Данила» міститься чимала кількість апокрифічних сюжетів, пов'язаних із біблійними святинями і почутих Данилом у Палестині.
Апокрифи привертали увагу читачів насамперед тим, що конкретизували і доповнювали скупе на подробиці біблійне оповідання, причому доповнювали в живій, цікавій формі, часто зі значним елементом середньовічної фантастики. Вони порушували найважливіші світоглядні питання про зміст буття, про початок і кінець світу, про Пекло та Рай з докладним описом як райського блаженства, так і пекельних мук. В апокрифах із разючою деталізацією зображувалася доля людської душі після смерті, «митарства», яким піддавалися душі грішників. Апокрифи перетворювалися у своєрідну «народну Біблію», що займає проміжне положення між книжковою й усною традиціями. Апокрифічні сюжети знайшли відображення й у духовних віршах (Вірш про Голубину книгу, Сон Богородиці тощо.).

## Вплив на культуру
Апокрифічна література весь час збагачувалася і мала вплив на українську писемну та усну літературу, зокрема на «Повість временних літ». Твори українського письменника XVII століття Івана Галятовського, твори Григорія Сковороди, «Енеїду» Івана Котляревського, поезії Степана Руданського. Іван Франко збирав і вивчав апокрифи.

## Видання
- Памятники отреченной русской литературы / Собраны и изданы Н. Тихонравовым. — М , 1863. — Т. 1—2;
- Апокрифические сказания о ветхозаветных лицах и событиях по рукописям Соловецкой библиотеки. — СПб., 1877//СОРЯС — Т 17, № 1; 2
- Апокрифические сказания о новозаветных лицах и событиях по рукописям Соловецкой библиотеки, — СПб., 1890 // СОРЯС. — Т. 52, № 4;
- Апокрифы: Беседа трех святителей, Сказание, как сотворил Бог Адама; Сказание отца нашего Агапия; Хождение Богородицы по мукам / Подг текста, перевод и комм. М. В. Рождественской // ПЛДР: XII век. — М., 1980. — С. 137—184, 647—652, Суды Соломона / Подг текста, перевод и комм. Г. М. Прохорова // ПЛДР: XIV — середина XV века, — М., 1981. — С. 66—87, 541—542.